# Buissoncourt
Buissoncourt är en kommun i departementet Meurthe-et-Moselle i regionen Grand Est (tidigare regionen Lorraine) i nordöstra Frankrike. Kommunen ligger i kantonen Tomblaine som tillhör arrondissementet Nancy. 2022 hade Buissoncourt 258 invånare.

## Befolkningsutveckling
Antalet invånare i kommunen Buissoncourt
| Referens: INSEE |